# Seconde bataille du ruisseau Eora et de la traversée de Templeton
Guerre du Pacifique de la Seconde Guerre mondiale
Batailles
- Buna-Gona
- Kokoda
- Isurava
- 1re Ruisseau Eora – Traversée de Templeton
- Efogi
- Ioribaiwa
- 2e Ruisseau Eora – Traversée de Templeton
- Oivi-Gorari
- Logistique alliée

La seconde bataille du ruisseau Eora et de la traversée de Templeton s'est déroulée du 11 au 28 octobre 1942. Faisant partie de la campagne de la piste Kokoda de la Seconde Guerre mondiale, la bataille implique des forces militaires australiennes, soutenues par les États-Unis, combattant les troupes japonaises du détachement des mers du Sud du général de division Tomitarō Horii qui ont débarqué en Papouasie à la mi-1942, dans le but de capturer Port Moresby.

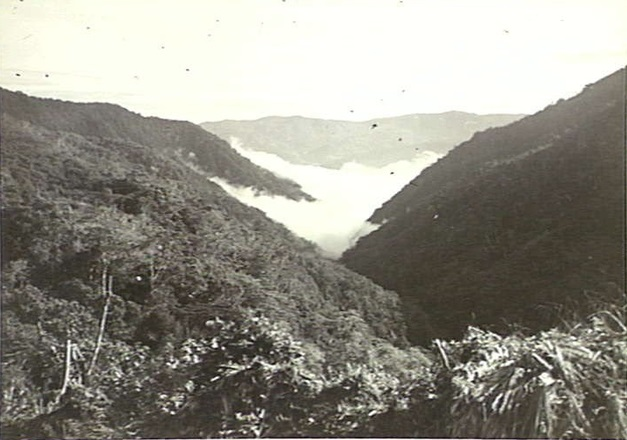
La vallée du ruisseau Eora en 1944.

L'opération fait partie de la poursuite australienne des Japonais vers les têtes de pont autour de Buna et de Gona, à la suite de l'abandon des projets de capture de Port Moresby. Les Australiens subissent de lourdes pertes dans le cadre des efforts pour avancer vers le nord pour reprendre Kokoda, avant de pousser vers Oivi et Gorari en novembre. Le village d'Eora et de la traversée de Templeton ont également été le théâtre d'une bataille d'août à septembre 1942, alors que les forces australiennes furent forcées de se replier vers Port Moresby par l'avancée des Japonais.

### Lectures complémentaires
- Peter Brune, A Bastard of a Place, Crows Nest, New South Wales, Allen & Unwin, 2004 (ISBN 1-74114-403-5)
- Chris Coulthard-Clark, The Encyclopaedia of Australia's Battles, Sydney, New South Wales, Allen & Unwin, 1998 (ISBN 1-86448-611-2)
- Meirion Harries et Susie Harries, Soldiers of the Sun: The Rise and Fall of the Imperial Japanese Army, New York, Random House, 1991 (ISBN 0-679-75303-6)
- Karl James, Australia 1942: In the Shadow of War, Port Melbourne, Victoria, Cambridge University Press, 2013, 199–215 p. (ISBN 978-1-10703-227-9), « On Australia's Doorstep: Kokoda and Milne Bay »
- Lex McAulay, Blood and Iron: The Battle for Kokoda 1942, Sydney, New South Wales, Arrow Books, 1991 (ISBN 0091826284)
- Kengoro Tanaka, Operations of the Imperial Japanese Armed Forces in the Papua New Guinea Theater During World War II, Tokyo, Japan, Japan Papua New Guinea Goodwill Society, 1980 (OCLC 9206229)